# 蘡薁
蘡薁（学名：Vitis bryoniifolia），葡萄科落叶藤木，中国各地都有，果实可以酿酒，枝叶可以做中药，药名“野葡萄藤”，主治小便不暢。

## 延伸阅读
[在维基数据编辑]
 《欽定古今圖書集成·博物彙編·草木典·蘡薁部》，出自陈梦雷《古今圖書集成》
 《植物名實圖考·蘡薁》，出自吳其濬《植物名實圖考》